# Rokan
Rokan (indonésky Sungai Rokan) je řeka na ostrově Sumatra v provinciích Riau a Západní Sumatra v Indonésii. Je přibližně 600 km dlouhá. Povodí má rozlohu přibližně 19 000 km².

## Průběh toku
Pramení na severních svazích horského hřbetu Taklamau. Protéká převážně bažinatou rovinou, která je porostlá rovníkovým lesem. Ústí do Malackého průlivu v Indickém oceánu, přičemž vytváří estuár dlouhý přibližně 30 km.

## Vodní stav
Řeka má velké množství vody po celý rok. Průměrný roční průtok vody činí přibližně 1100 m³/s.

## Využití
Vodní doprava je možná. V estuáru leží město Bagan Siapi-api.